# Парламентские выборы в Грузии (2012)
Парламентские выборы в Грузии состоялись 1 октября 2012 года. Избиралось 150 депутатов Парламента на четырёхлетний срок. 73 депутата были избраны по мажоритарной системе в одномандатных округах, ещё 77 — по пропорциональной системе по партийным спискам. Выборы прошли по новому избирательному кодексу. К двум видам голосования зарегистрировано 16 и 14 партий соответственно. 19 партиям было отказано в регистрации. К 24 сентября Центризбирком зарегистрировал 2806 кандидатов, на одно место в одномандатных округах претендовали от 2 до 10 человек. Ожидается, что новый созыв парламента будет заседать уже в Кутаиси.
По результатам выборов, в парламент вошли представители только двух политических сил: «Грузинская мечта — Демократическая Грузия» (85 мест) и «Единое национальное движение» (65 мест).

## Предвыборная кампания
Предвыборная кампания проходила в обстановке острой борьбы двух главных политических сил — правящего Единого национального движения и оппозиционной коалиции Грузинская мечта — Демократическая Грузия. Несмотря на жёсткость противостояния двух сил, фактический лидер «Грузинской мечты» Бидзина Иванишвили заявил о стремлении добиться смены власти исключительно мирным путём. Наблюдатели от ОБСЕ охарактеризовали предвыборную кампанию как поляризованную, а действия крупнейших партий как конфронтационные и грубые. Наблюдатели ОБСЕ оценили освещение предвыборной кампании негосударственными СМИ как пристрастное, в зависимости от симпатий их владельцев, а государственными СМИ — как взвешенное.
18 сентября 2012 года несколько телеканалов показали видеозапись пыток в Глданской тюрьме, что оказало большое влияние на предвыборную кампанию. Предполагается, что публикация действительно имевших место издевательств была намеренно осуществлена незадолго до выборов — как минимум один из телеканалов, транслировавших видеозапись, принадлежит Бидзине Иванишвили. Несмотря на то, что министр внутренних дел и министр пенитенциарной системы очень скоро ушли в отставку, по стране прокатилась серия демонстраций, требовавших скорейшего наказания виновных. Демонстрации не прекратились и после того, как президент Грузии Михаил Саакашвили пообещал решить проблему. По данным социологических опросов, незадолго до публикации видеозаписей Единое национальное движение могло рассчитывать примерно на 20 % голосов избирателей больше, чем блок «Грузинская мечта — Демократическая Грузия». После публикации ситуация изменилась.
Незадолго до выборов независимые наблюдатели заявили об использовании властями административного ресурса (угрозы увольнения, препятствия работе журналистов). Обеспокоенность вмешательством властей выразил президент ПА ОБСЕ. «Грузинская мечта» также заявила о нападениях на своих активистов сторонниками ЕНД.

## Опросы перед выборами
В июле 2012 года были опубликованы результаты предвыборных опросов Национального демократического института США, по которым ЕНД могло рассчитывать на 36 %, ГМ—ДГ — на 18 %. Однако, по словам пресс-спикера Иванишвили, ГМ—ДГ отказывается доверять предвыборным прогнозам ряда организаций и, в частности, НДИ.
В июле 2012 года было сообщено об опросе, проведённом по заказу консультативного исследовательского центра Оксфордского университета, согласно результатам которого 40 % населения на парламентских выборах поддержали бы «Грузинскую мечту», 29 % — «Единое национальное движение», 1,7 % — «Христиан демократов», 0,4 % — «Лейбористскую партию», 0,3 % — «Национал-демократов». При этом 25 % опрошенных воздержались от ответа.

## Результаты выборов
| Партия                                                                                      | Партия                                    | Партийные списки | Партийные списки | Партийные списки | Мажоритарные округа | Мажоритарные округа | Всего мест | +/-  |
| Партия                                                                                      | Партия                                    | Голосов          | %                | Мест             | Мест                | %                   | Всего мест | +/-  |
|                                                                                             | Грузинская мечта — Демократическая Грузия | 1,184,612        | 54,85 %          | 44               | 41                  | 56,16 %             | 85         | ▲ 83 |
|                                                                                             | Единое национальное движение              | 873,220          | 40,43 %          | 33               | 32                  | 43,84 %             | 65         | ▼ 54 |
|                                                                                             | Христианско-демократический союз          | 44,260           | 2,05 %           | 0                | 0                   | 0 %                 | 0          | ▼ 6  |
|                                                                                             | Лейбористская партия Грузии               | 26,765           | 1,24 %           | 0                | 0                   | 0 %                 | 0          | ▼ 6  |
|                                                                                             | Новые правые                              | 9,385            | 0,43 %           | 0                | 0                   | 0 %                 | 0          | ▼ 17 |
|                                                                                             | Свободная Грузия                          | 5,893            | 0,27 %           | 0                | 0                   | 0 %                 | 0          | ▬ 0  |
|                                                                                             | Другие                                    | 15,489           | 0,72 %           | 0                | 0                   | 0 %                 | 0          | ▬ 0  |
| Всего проголосовало                                                                         | Всего проголосовало                       | 2,159,624        | 100.00 %         | 77               | 73                  | 100.0 %             | 150        | —    |
| Всего избирателей \ Явка                                                                    | Всего избирателей \ Явка                  | 3,613,851        | 59.76 %          | —                | —                   | —                   | —          | —    |
| Источник: ЦИК Грузии Архивная копия от 6 октября 2013 на Wayback Machine Результаты выборов |                                           |                  |                  |                  |                     |                     |            |      |

Голосование по регионам на парламентских выборах в Грузии 1 октября 2012 года
| Кахетия                                  | 48,05 % | 47,06 % |
| Гурия                                    | 58,79 % | 37,33 % |
| Имеретия                                 | 57,87 % | 37,47 % |
| Мцхета-Мтианети                          | 62,84 % | 32,64 % |
| Аджария                                  | 57,53 % | 37,01 % |
| Шида-Картли                              | 51,48 % | 42,92 % |
| Квемо-Картли                             | 38,72 % | 57,05 % |
| Самегрело                                | 38,61 % | 55,23 % |
| Рача-Лечхуми и Квемо-Сванети             | 46,45 % | 48,63 % |
| Самцхе-Джавахети                         | 29,44 % | 67,03 % |
| Источник Архивировано 16 июня 2013 года. |         |         |

В связи с существованием пятипроцентного барьера на выборах по партийным спискам в парламент не попали другие партии. В результате, парламент стал двухпартийным.
Днём 2 октября 2012 года президент Грузии Михаил Саакашвили признал, что его партия, Единое Национальное движение, проиграла на парламентских выборах и заявил о том, что она переходит в оппозицию.